# Тойота bZ4X
„Тойота bZ4X“ (Toyota bZ4X) е модел електрически компактни кросоувър автомобили на японската марка „Тойота“, произвеждан от 2022 година.
Моделът заменя след няколкогодишно прекъсване електрическия вариант на „Тойота RAV4“. Предлага се с предно задвижване и задвижване на четирите колела. Разполага с 71,4 kW литиевойонна батерия, която осигурява около 500 километра пробег.
Моделът е продаван и под марката „Субару Солтера“.